# Сан Марино на Европском првенству у атлетици у дворани 2017.
Сан Марино је учествовао на 34. Европском првенству у дворани 2017 одржаном у Београду, Србија, од 3. до 5. марта. Ово је дванаесто европско првенство у атлетици у дворани од 1987. када Сан Марино први пут учествовао.
Репрезентацију Сан Марина представљао је један спортиста (1 мушкарац) који се такмичио у трци на 60 метара.

## Учесници
Мушкарци:
- Франческо Молинари — 60 м

## Резултати

### Мушкарци
| Атлетичар          | Дисциплина | Лични рекорд | Квалификације | Квалификације | Полуфинале           | Полуфинале           | Финале               | Финале  | Детаљи |
| Атлетичар          | Дисциплина | Лични рекорд | Резултат      | Место         | Резултат             | Место                | Резултат             | Место   | Детаљи |
| ------------------ | ---------- | ------------ | ------------- | ------------- | -------------------- | -------------------- | -------------------- | ------- | ------ |
| Франческо Молинари | 60 м       | 6,91         | 7,11          | 6. у гр. 4    | није се квалификовао | није се квалификовао | није се квалификовао | 25 / 26 |        |